# Elzan Bibić
Elzan Bibić (serbisch-kyrillisch Елзан Бибић, * 8. Januar 1999 in Karajukića Bunari, Bundesrepublik Jugoslawien) ist ein serbischer Leichtathlet, der im Mittel- und Langstreckenlauf an den Start geht.

## Sportliche Laufbahn
Erste internationale Erfahrungen sammelte Elzan Bibić im Jahr 2015, als er beim Europäischen Olympischen Jugendfestival (EYOF) in Tiflis in 8:50,10 min die Goldmedaille im 3000-Meter-Lauf gewann und sich über 1500 Meter in 4:01,6 min die Silbermedaille sicherte. Im Jahr darauf siegte er bei den erstmals ausgetragenen Jugendeuropameisterschaften ebendort in 8:09,06 min und belegte über 800 Meter in 1:56,12 min Rang acht. Anschließend erreichte er bei den U20-Weltmeisterschaften in Bydgoszcz in 13:51,40 min Rang acht im 5000-Meter-Lauf und klassierte sich über 1500 Meter in 3:51,58 min auf Rang elf. 2018 erreichte er bei den Mittelmeerspielen in Tarragona im 1500-Meter-Lauf nicht das Ziel und lief über 5000 Meter in 14:32,05 min auf Rang 13 ein. Daraufhin gelangte er bei den U20-Weltmeisterschaften in Tampere in 3:44,65 min bzw. 14:15,37 min auf die Plätze sechs und acht. Im Dezember sicherte er sich dann bei den Crosslauf-Europameisterschaften in Tilburg nach 18:11 min die Bronzemedaille in der U20-Wertung hinter dem Norweger Jakob Ingebrigtsen und Ouassim Oumaiz aus Spanien. Im Jahr darauf scheiterte er bei den Halleneuropameisterschaften in Glasgow mit 3:47,94 min in der Vorrunde über 1500 Meter und anschließend gewann er bei den U23-Europameisterschaften in Gävle in 3:50,90 min die Bronzemedaille hinter dem Spanier Ignacio Fontes und Piers Copeland aus dem Vereinigten Königreich. Zudem belegte er über 5000 Meter in 14:26,40 min den achten Platz. Gegen Jahresende gewann er bei den Crosslauf-Europameisterschaften in Lissabon nach 24:25 min die Silbermedaille in der U23-Wertung hinter dem Franzosen Jimmy Gressier. 2021 siegte er in 3:52,23 min über 1500 m bei den Balkan-Meisterschaften im heimischen Smederevo und anschließend belegte er bei den U23-Europameisterschaften in Tallinn in 3:40,91 min den vierten Platz. Ende August siegte er in 7:39,45 min über 3000 m beim 57. Palio Città della Quercia und stellte damit einen neuen Landesrekord auf. 
2022 startete er über 3000 Meter bei den Hallenweltmeisterschaften in Belgrad und verpasste dort mit 7:52,78 min den Finaleinzug. Anfang Juli startete er über 1500 Meter bei den Mittelmeerspielen in Oran und gelangte dort mit 3:45,42 min auf Rang zehn. Anschließend gelangte er bei den Europameisterschaften in München mit 13:39,60 min auf Rang 18 über 5000 Meter und im Dezember wurde er bei den Crosslauf-Europameisterschaften in Turin nach 31:50 min 53. im Einzelrennen. Im Jahr darauf gewann er bei den Halleneuropameisterschaften in Istanbul in 7:44,03 min die Bronzemedaille über 3000 Meter hinter dem Norweger Jakob Ingebrigtsen und Adel Mechaal aus Spanien. Im Juni wurde er bei der 2. Liga der Team-Europameisterschaft im Rahmen der Europaspiele in Chorzów in 3:41,35 min Erster über 1500 Meter und 13:53,95 min auch über 5000 Meter. Im Juli siegte er in 8:11,42 min über 3000 Meter und im August schied er bei den Weltmeisterschaften in Budapest mit 3:37,45 min im Vorlauf über 1500 Meter aus. 2024 siegte er in 8:07,85 min über 3000 Meter bei den Balkan-Hallenmeisterschaften in Istanbul und schied kurz darauf bei den Hallenweltmeisterschaften in Glasgow mit 3:39,98 min im Vorlauf über 1500 Meter aus. Anschließend gelangte er bei den Crosslauf-Weltmeisterschaften in Belgrad mit 24:31 min auf den zehnten Platz in der Mixed-Staffel. Im Juni belegte er bei den Europameisterschaften in Rom in 13:24,54 min den sechsten Platz über 5000 Meter. Anschließend verpasste er bei den Olympischen Sommerspielen in Paris mit 14:14,46 min den Finaleinzug.
2025 schied er bei den Halleneuropameisterschaften in Apeldoorn mit 8:01,67 min im Vorlauf über 3000 Meter aus. Ende Juni wurde er bei der 2. Liga der Team-Europameisterschaft in Maribor in 14:00,91 min Fünfter über 5000 Meter, ehe er bei den Balkan-Meisterschaften in Volos in 14:03,83 min die Goldmedaille gewann. Kurz darauf verbesserte er den Landesrekord über 5000 Meter in Belgien auf 13:13,06 min.
In den Jahren 2016 und von 2018 bis 2020 und 2022 wurde Bibić serbischer Meister im 1500-Meter-Lauf im Freien sowie 2019 auch über 800 Meter und 2021 im 3000-Meter-Lauf. In der Halle siegte er 2018 und 2019 sowie 2022 und 2025 über 1500 Meter sowie 2016, von 2018 bis 2020 sowie 2022 und 2025 im 3000-Meter-Lauf. Zudem wurde er 2023 Hallenmeister im 800-Meter-Lauf.

## Persönliche Bestleistungen
- 800 Meter: 1:50,31 min, 28. August 2021 in Ćuprija
  - 800 Meter (Halle): 1:51,11 min, 19. Februar 2023 in Belgrad
- 1500 Meter: 3:34,20 min, 4. August 2023 in Bern (serbischer Rekord)
  - 1500 Meter (Halle): 3:37,84 min, 7. März 2022 in Belgrad (serbischer Rekord)
  - Meile (Halle): 3:55,90 min, 2. Februar 2023 in Ostrava (serbischer Rekord)
- 2000 Meter: 4:56,13 min, 8. September 2024 in Zagreb (serbischer Rekord)
- 3000 Meter: 7:37,03 min, 10. September 2023 in Zagreb (serbischer Rekord)
  - 3000 Meter (Halle): 7:39,96 min, 22. Februar 2022 in Toruń (serbischer Rekord)
- 5000 Meter: 13:13,06 min, 9. August 2025 in Oordegem (serbischer Rekord)
- Halbmarathon: 1:02:49 h, 24. November 2024 in Belgrad